# Xã Chapman, Quận Ottawa, Kansas
Xã Chapman (tiếng Anh: Chapman Township) là một xã thuộc quận Ottawa, tiểu bang Kansas, Hoa Kỳ. Năm 2010, dân số của xã này là 68 người.